# هو وي
هو وي (بالصينية: 胡伟) هو كاتب سيناريو وفنان ومخرج صيني، ولد في 1983 في بكين في الصين.

## وصلات خارجية
- هو وي على موقع IMDb (الإنجليزية)
- هو وي على موقع قاعدة بيانات الفيلم (الإنجليزية)